# Livre des Liang
Le Livre des Liang (chinois simplifié : 梁书 ; chinois traditionnel : 梁書 ; pinyin : liáng shū), est une compilation de l'histoire de la dynastie Liang réalisé par Yao Silian et terminée en 635. Il s'est notamment basé sur les manuscrits de son père, Yao Cha pour le rédiger.